# F&C Investment Trust
F & C  Investment Trust (bis 2018 Foreign & Colonial Investment Trust) ist eine britische Investmentgesellschaft mit Sitz in London. Sie hat sich auf den Erwerb von Beteiligungen an börsennotierten Unternehmen und Private-Equity-Firmen spezialisiert. Sie ist weltweit an 350 Firmen beteiligt. Die größten Beteiligungen sind (Stand Oktober 2023) Microsoft (2,1 % des Fondsvermögens), Alphabet (2,0 %), Apple (1,4 %), Nvidia (1,3 %), Amazon (1,3 %).
Im August 2023 verwaltete die Gruppe 5,4 Mrd. GBP.
Das Unternehmen ist an der Londoner Börse gelistet und Teil des FTSE 100 Index.

## Geschichte

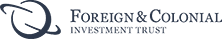
Logo unter altem Namen

Das Unternehmen wurde 1868 von Philip Rose, der auch das Royal Brompton Hospital gründete, als The Foreign & Colonial Government Trust gegründet. Es war die erste Investmentgesellschaft der Welt und spezialisierte sich auf Investitionen in Staatsanleihen von Schwellenländern. Im Jahr 1891 änderte es seinen Namen in The Foreign & Colonial Investment Trust. Das Unternehmen begann 1925 mit Investitionen in Aktien.

## Management
Fondsmanager ist Paul Niven von der britischen Fondsgesellschaft Columbia Threadneedle Investments.